# الیمنا
الیمنا (به ایتالیایی: Alimena) یک سکونتگاه مسکونی در ایتالیا است که در استان پالرمو واقع شده‌است.

## خصوصیات
الیمنا ۵۹٫۴ کیلومترمربع مساحت و ۲٬۳۶۳ نفر جمعیت دارد و ۷۵۰ متر بالاتر از سطح دریا واقع شده‌است.